# Ernest Hamilton
Ernest Samuel „Ernie“ Hamilton (* 17. April 1883 in Montreal; † 19. Dezember 1964 in Pointe-Claire) war ein kanadischer Lacrosse- und Rugby-Union-Spieler.

## Erfolge
Ernest Hamilton war bei den Olympischen Spielen 1908 in London Mitglied der kanadischen Lacrossemannschaft und spielte auf der Position eines Angreifers. Neben ihm gehörten außerdem Patrick Brennan, Henry Hoobin, George Campbell, Gus Dillon, Clarence McKerrow, Tommy Gorman, Richard Duckett, Frank Dixon, John Broderick, George Rennie und Alexander Turnbull zum Aufgebot. Nach dem Rückzug der südafrikanischen Mannschaft wurde im Rahmen der Spiele lediglich eine Lacrosse-Partie gespielt, die zwischen Kanada und dem Gastgeber aus Großbritannien ausgetragen wurde. Nach einer 6:2-Halbzeitführung gewannen die Kanadier die Begegnung letztlich mit 14:10, sodass Hamilton ebenso wie seine Mannschaftskameraden als Olympiasieger die Goldmedaille erhielt. Auf Vereinsebene spielte er für den Montreal Lacrosse Club.
Neben Lacrosse spielte Hamilton auch Rugby und wurde in dieser Sportart 1907 nationaler Meister. Nach den Spielen setzte er im Mai 1909 seine Lacrossekarriere im Gegensatz zu vielen seiner olympischen Mannschaftskollegen zunächst fort, obwohl er im April zum Präsidenten des Montreal Hockey Club gewählt wurde. Bereits im Juni 1909 gab er aber schließlich sowohl den Lacrosse- als auch den Rugbysport zugunsten seines Eishockey-Engagements auf.
1912 wurde Hamilton zum Präsidenten des Montreal Lacrosse Teams gewählt und war auch dessen Trainer. Er trat im November 1913 von seinem Präsidentenamt zurück in der Absicht, Lacrosse endgültig den Rücken zu kehren. Er kehrte jedoch abermals zurück und wurde später wieder Vizepräsident des Vereins. Bis in die 1940er-Jahre blieb er als Funktionär aktiv. 1933 gehörte er zudem zu den Gründungsmitgliedern des Royal Montréal Hockey Clubs.
Sein Sohn William McLean Hamilton war Politiker und als solcher viele Jahre Mitglied des Unterhauses sowie zwischen 1957 und 1962 Postminister.